# Slovenija na Svetovnem prvenstvu v hokeju na ledu 2007
Slovenija na Svetovnem prvenstvu v hokeju na ledu 2007 je bila na začetku prvenstva razporejena v Skupino B divizije 1 (skupaj z Madžarsko, Japonsko in Romunijo in Združenim kraljestvom).

## Dogajanje
Ivo Jan, najboljši igralec slovenske reprezentance na prvi tekmi proti Romuniji, si je v prvi tretjini proti Madžarski obnovil poškodbo hrbta, zaradi česar ga je selektor umaknil iz ekipe. Uspešno ga je zamenjal Gregor Polončič, ki je na tekmi proti Združenem kraljestvu zadel tri od štirih golov za Slovenijo. Drugi slovenski tekmovalec, ki se je na tem prvenstvu poškodoval je bil Robert Ciglenečki, ki ga je zamenjal Uroš Vidmar. Ta je nato zadel svoj prvi gol na svetovnih prvenstvih na tekmi proti Japonski.
Slovenija se je s petimi zmagami, premagala je namreč vse nasprotnike in zasedla 1. mesto v skupini, uvrstila nazaj v elitno divizijo.

### Najboljši igralec prvenstva
Za najboljšega igralca prvenstva je bil razglašen Anže Kopitar, za najboljšega vratarja pa Andrej Hočevar.

## Člani reprezentance

### Vodstvo
- Selektor in glavni trener: Ted Sator
- Pomočnik trenerja : Pavle Kavčič
- Pomočnik trenerja: Matjaž Kopitar
- Vodja ekipe: Bogdan Jakopič
- Manager: Matjaž Žargi
- Glavni zdravnik: Dr. Ladislav Šimnic
- Fizioterapevta: Sebastijan Ogris, Juraj Hervatovsky
- Serviserja: Milan Dragan, Drago Terlikar
- Tiskovni predstavnik: Špela Predan

### Igralci
| Pol. | Št. | Igralec           | Starost (rojstni dan)       | Klub               |
| ---- | --- | ----------------- | --------------------------- | ------------------ |
| GK   | 1   | Andrej Hočevar    | 22 let (21. november 1984)  | HK Acroni Jesenice |
| GK   | 30  | Gaber Glavič      | 29 let (11. marec 1978)     | HK Acroni Jesenice |
| GK   | ?   | Anže Ulčar        | 27 let (20. julij 1979)     | HK Slavija         |
| D    | 7   | Mitja Sotlar      | 27 let (17. oktober 1979)   | HK Acroni Jesenice |
| D    | 10  | Dejan Varl        | 33 let (3. julij 1973)      | HK Acroni Jesenice |
| D    | 23  | Damjan Dervarič   | 25 let (6. februar 1982)    | HK Acroni Jesenice |
| D    | 27  | Miha Rebolj       | 29 let (22. september 1977) | HK Acroni Jesenice |
| D    | 5   | Mitja Robar       | 24 let (4. januar 1983)     | HK Acroni Jesenice |
| D    | 3   | Robert Ciglenečki | 32 let (14. julij 1974)     | HDD ZM Olimpija    |
| D    | 19  | Uroš Vidmar       | 26 let (9. oktober 1980)    | HK Acroni Jesenice |
| F    | 9   | Tomaž Razingar    | 27 let (25. april 1979)     | HC TWK Innsbruck   |
| F    | 12  | David Rodman      | 23 let (10. september 1983) | HK Acroni Jesenice |
| F    | 14  | Boris Pretnar     | 29 let (8. april 1978)      | HK Acroni Jesenice |
| F    | 15  | Egon Murič        | 25 let (15. januar 1982)    | HDD ZM Olimpija    |
| F    | 17  | Jurij Goličič     | 26 let (6. april 1981)      | HK Acroni Jesenice |
| F    | 18  | Gregor Polončič   | 26 let (5. februar 1981)    | HK Acroni Jesenice |
| F    | 22  | Marcel Rodman     | 25 let (25. september 1981) | HK Acroni Jesenice |
| F    | 24  | Anže Terlikar     | 26 let (30. november 1980)  | HK Acroni Jesenice |
| F    | 8   | Tomo Hafner       | 26 let (19. julij 1980)     | HK Acroni Jesenice |
| F    | 21  | Jaka Avgustinčič  | 30 let (27. oktober 1976)   | HK Slavija         |
| F    | 16  | Milan Hafner      | 29 let (18. junij 1977)     | HK Alfa            |
| F    | 13  | Ivo Jan           | 32 let (3. april 1975)      | Graz 99'ers        |

## Tekme
| 15. april 2007 | Slovenija | 10–1 | Romunija | Hala Tivoli |

| Poročilo tekme      | Poročilo tekme | Poročilo tekme | Poročilo tekme | Poročilo tekme |
| ------------------- | --- | -------------- | -------------- | -------------- |
| Začetek: ni podatka | I. Jan 06 I. Jan 07 M. Rodman 11 M. Hafner 23 I. Jan 24 J. Avgustinčič 43 D. Rodman 44 A. Kopitar 50 T. Razingar 54 E. Murič 60 |                | C-G. Geru 09   |                |

| 16. april 2007 | Slovenija | 4–1 | Madžarska | Hala Tivoli |

| Poročilo tekme      | Poročilo tekme                                     | Poročilo tekme | Poročilo tekme | Poročilo tekme |
| ------------------- | -------------------------------------------------- | -------------- | -------------- | -------------- |
| Začetek: ni podatka | T. Razingar 03 D. Varl 04 E. Murič 16 M. Sotlar 45 |                | I. Peterdi 26  |                |

| 18. april 2007 | Slovenija | 4–0 | Velika Britanija | Hala Tivoli |

| Poročilo tekme      | Poročilo tekme                                              | Poročilo tekme | Poročilo tekme | Poročilo tekme |
| ------------------- | ----------------------------------------------------------- | -------------- | -------------- | -------------- |
| Začetek: ni podatka | T. Razingar 29 G. Polončič 32 G. Polončič 35 G. Polončič 52 |                |                |                |

| 19. april 2007 | Slovenija | 7–1 | Japonska | Hala Tivoli |

| Poročilo tekme      | Poročilo tekme                                                                                  | Poročilo tekme | Poročilo tekme | Poročilo tekme |
| ------------------- | ----------------------------------------------------------------------------------------------- | -------------- | -------------- | -------------- |
| Začetek: ni podatka | U. Vidmar 07 A. Terlikar 15 T. Razingar 16 M. Hafner 25 T. Razingar 44 E. Murič 51 M. Sotlar 57 |                | T. Suzuki 16   |                |

| 21. april 2007 | Slovenija | 5–2 | Litva | Hala Tivoli |

| Poročilo tekme      | Poročilo tekme                                          | Poročilo tekme | Poročilo tekme                | Poročilo tekme |
| ------------------- | ------------------------------------------------------- | -------------- | ----------------------------- | -------------- |
| Začetek: ni podatka | M. Rebolj 27 G. Polončič 34 T. Razingar 51 D. Rodman 59 |                | Š. Kulešius 28 Š. Kulešius 56 |                |

## Statistika hokejistov

### Vratarji
| #  | Vratar         | OT | OTI | OMIN | PG | PGT  | OUS   | KM |
| -- | -------------- | -- | --- | ---- | -- | ---- | ----- | -- |
| 1  | Andrej Hočevar | 5  | 4   | 240  | 3  | 0,75 | 95,38 | 0  |
| 30 | Gaber Glavič   | 5  | 1   | 60   | 2  | 2,00 | 90,48 | 2  |

### Drsalci
| #  | Hokejist          | OT | DG | DP | TOČ | KM | +/- | ZG | GIV | GIM | SNG |
| -- | ----------------- | -- | -- | -- | --- | -- | --- | -- | --- | --- | --- |
| 3  | Robert Ciglenečki | 3  | 0  | 0  | 0   | 2  | 0   | 0  | 0   | 0   | 4   |
| 5  | Mitja Robar       | 5  | 0  | 0  | 0   | 6  | 0   | 0  | 0   | 0   | 8   |
| 7  | Mitja Sotlar      | 5  | 2  | 0  | 2   | 6  | 0   | 0  | 1   | 0   | 10  |
| 8  | Tomo Hafner       | 5  | 0  | 0  | 0   | 9  | 0   | 0  | 0   | 0   | 2   |
| 9  | Tomaž Razingar    | 5  | 6  | 4  | 10  | 2  | 0   | 2  | 3   | 0   | 26  |
| 10 | Dejan Varl        | 5  | 1  | 2  | 3   | 31 | 0   | 1  | 0   | 0   | 6   |
| 11 | Anže Kopitar      | 5  | 1  | 13 | 14  | 2  | 0   | 0  | 1   | 0   | 21  |
| 12 | David Rodman      | 5  | 2  | 4  | 6   | 2  | 0   | 0  | 1   | 0   | 21  |
| 13 | Ivo Jan           | 2  | 3  | 3  | 6   | 0  | 0   | 1  | 2   | 0   | 5   |
| 14 | Boris Pretnar     | 5  | 0  | 0  | 0   | 0  | 0   | 0  | 0   | 0   | 1   |
| 15 | Egon Murič        | 5  | 3  | 1  | 4   | 4  | 0   | 0  | 2   | 0   | 9   |
| 16 | Milan Hafner      | 5  | 2  | 0  | 2   | 0  | 0   | 0  | 0   | 0   | 4   |
| 17 | Jurij Goličič     | 5  | 0  | 1  | 1   | 10 | 0   | 0  | 0   | 0   | 5   |
| 18 | Gregor Polončič   | 5  | 4  | 2  | 6   | 2  | 0   | 0  | 1   | 0   | 11  |
| 19 | Uroš Vidmar       | 5  | 1  | 0  | 1   | 4  | 0   | 0  | 0   | 0   | 3   |
| 21 | Jaka Avgustinčič  | 5  | 1  | 1  | 2   | 0  | 0   | 0  | 0   | 0   | 5   |
| 22 | Marcel Rodman     | 5  | 1  | 7  | 8   | 14 | 0   | 0  | 0   | 0   | 5   |
| 23 | Damjan Dervarič   | 5  | 0  | 5  | 5   | 6  | 0   | 0  | 0   | 0   | 16  |
| 24 | Anže Terlikar     | 5  | 1  | 1  | 2   | 2  | 0   | 1  | 0   | 0   | 9   |
| 27 | Miha Rebolj       | 5  | 1  | 0  | 1   | 14 | 0   | 0  | 1   | 0   | 12  |